# Pop Is Dead
"Pop Is Dead" är en låt av det brittiska bandet Radiohead. Den medverkade inte på något album och släpptes endast som singel den 10 maj 1993.

## Låtlista
1. "Pop Is Dead" - 2:13
2. "Banana Co. (Acoustic)" - 2:27
3. "Creep (Live)" - 4:11
4. "Ripcord (Live)"- 3:08